# 作間章
作間 章（さくま あきら、1979年（昭和54年）7月18日 - ）は、千葉県木更津市出身の競艇選手。登録番号3966。82期。身長169cm。血液型B型。東京支部所属。師匠は石渡鉄兵。家族構成は、妻、長女、二女、母との5人暮らし。作間章タオルを自家製で作ったファンがいるほどの実力者。
スタートは平均10後半でターン技術が超越している。

## 来歴
志学館高等学校中退、82期生として本栖研修所へ入所し、本栖チャンプとして卒業。同期に赤岩善生、中澤和志、横澤剛治、坪井康晴、菊地孝平らがいる。
1998年5月平和島競艇場一般戦で初出走、2002年8月江戸川競艇場・一般タイトル戦で初優勝。2005年の賞金王シリーズでSG初出場で優出3着の快挙。2008年には、浜名湖第11回競艇王チャレンジカップで優出している。

## 人物・エピソード
- 石渡に弟子入りを申し込んだ当時、石渡はまだ23歳の売り出し中の若手だった。しかし、父親の「あの選手は将来絶対に大物になる」の一言で弟子入りを決意した。
- 2013年に江戸川競艇場で行われたG2・江戸川634杯モーターボート大賞のレースにおいて、スタートで後手を踏んで出遅れ失格寸前から他艇を猛追、最後に先行艇を交わして逆転勝ちを収めたことがある[1]。
- 座右の銘は「難攻不落」
- 趣味は麻雀やゴルフ。
- トーキョーベイパイレーツのメンバー。